# Едмор (Північна Дакота)
Едмор (англ. Edmore) — місто (англ. city) в США, в окрузі Ремсі штату Північна Дакота. Населення — 139 осіб (2020).

## Географія
Едмор розташований за координатами 48°24′44″ пн. ш. 98°27′11″ зх. д. / 48.41222° пн. ш. 98.45306° зх. д. (48.412206, -98.453178).  За даними Бюро перепису населення США в 2010 році місто мало площу 0,69 км², уся площа — суходіл. В 2017 році площа становила 0,76 км², уся площа — суходіл.

## Демографія
Згідно з переписом 2010 року, у місті мешкали 182 особи в 93 домогосподарствах у складі 49 родин. Густота населення становила 263 особи/км².  Було 125 помешкань (181/км²).
Расовий склад населення:
| - 96,7 % — білих - 1,6 % — вихідців з тихоокеанських островів - 1,6 % — корінних американців |

До двох чи більше рас належало 0,0 %. Частка іспаномовних становила 0,5 % від усіх жителів.
За віковим діапазоном населення розподілялося таким чином: 9,9 % — особи молодші 18 років, 52,7 % — особи у віці 18—64 років, 37,4 % — особи у віці 65 років та старші. Медіана віку мешканця становила 59,3 року. На 100 осіб жіночої статі у місті припадало 100,0 чоловіків;  на 100 жінок у віці від 18 років та старших — 102,5 чоловіків також старших 18 років.
Середній дохід на одне домашнє господарство  становив 50 151 долар США (медіана — 24 792), а середній дохід на одну сім'ю — 92 208 доларів (медіана — 69 688). За межею бідності перебувало 8,2 % осіб, у тому числі 0,0 % дітей у віці до 18 років та 15,7 % осіб у віці 65 років та старших.
Цивільне працевлаштоване населення становило 74 особи. Основні галузі зайнятості: освіта, охорона здоров'я та соціальна допомога — 28,4 %, сільське господарство, лісництво, риболовля — 24,3 %, роздрібна торгівля — 14,9 %, фінанси, страхування та нерухомість — 9,5 %.